# Averham
Averham /ˈɛərəm/ – wieś w Anglii, w hrabstwie Nottinghamshire, w dystrykcie Newark and Sherwood. Leży 24 km na północny wschód od miasta Nottingham i 182 km na północ od Londynu.